# Clause
Pour l’article homonyme, voir Clause (logique).
Une clause est une stipulation particulière d’un contrat qui précise certains éléments, obligations ou modalités d'exécution. Exemple : dans un acte de vente, clause précisant la date de livraison ou le mode de paiement. On peut aussi l'appeler pacte ou stipulation.